# あだち勉物語 〜あだち充を漫画家にした男〜
『あだち勉物語 〜あだち充を漫画家にした男〜』（あだちつとむものがたり あだちみつるをまんがかにしたおとこ）は、ありま猛作、あだち充協力による日本の漫画。
漫画家・あだち勉、その弟子・ありま猛、勉の実弟・あだち充の三者三様の姿を描いた実録漫画。昭和45年、ありまが勉に弟子入りした年より始まり、過去の回想を交えながら物語が展開する。
ありまはかねてより師匠の勉をテーマとした作品の案を温めており、自身の作品『連ちゃんパパ』のヒットを機にその構想を公表。2020年9月12日より『サンデーうぇぶり』にて、同年12月号より『週刊少年サンデーS』にて連載に至った。2024年5月24日に『サンデーうぇぶり』で、同日発売の『週刊少年サンデーS』7月号で連載終了。基本は勉・ありま・充の3人に焦点を当てているが、勉が赤塚不二夫のチーフアシスタントに、ありまが古谷三敏のアシスタントに就いたことから、フジオ・プロダクションやファミリー企画の関連人物も描かれる。
充は題字を手がけたほか、作品の監修を行っており、「協力」としてクレジットされている。

## 登場人物

### 主人公
あだち勉
漫画家。初登場時は23歳。
高校生の頃に貸本漫画家としてプロデビューし、デザイン会社勤務を経て、1969年頃から本格的にプロ活動を開始する。「増刊の星」と呼ばれ、将来を嘱望される新人漫画家だったが、シリアスな劇画タッチの新連載『あばれ!!半平太参上』を第二話でギャグ漫画調にするなど、奔放な性格から連載の打ち切りなど、さまざまなトラブルを引き起こす。また名うての遊び人でもあり、派手な女性関係のほか、ありまにパチンコや麻雀を教えたが、女性関係に関しての描写は少ない。
後に画力を買われ赤塚不二夫のチーフアシスタントに就任すると、赤塚やその周辺にも麻雀を教えるなど、フジオ・プロダクションのモラル低下を招いた一方で、面倒見の良い面もあり、ありまに漫画家としての心構えの数々を説いていく。
ありまいわく「人たらしで淋しがり屋で予測不能で大きな子供」。勉の弟・あだち充によると、本作の勉の描写は「ロクデナシぶりを5割増しにして読むと実像に近づける」とのこと。
ありま猛
作者自身。初登場時は16歳。
鹿児島の児童養護施設で育ち、集団就職で上京。勉の作品『ベンキくん』を見て衝撃を受け、漫画原稿の添削で勉と交友を深めた後に押しかけ弟子入り。以後、勉に振り回されつつも、古谷三敏のアシスタントを務め、漫画家として成長していく。
あだち充
漫画家。勉の弟。初登場時は19歳。
デビュー前後は勉と同居していたが、石井いさみのアシスタントを経て独立。兄以上の高い画力で漫画家として評価を高めていくが、本作で主に描かれている1970年代はまだヒットに恵まれていない。1975年の『牙戦』で『週刊少年サンデー』編集部から見限られたことから、1976年の『がむしゃら』を最後に、『週刊少女コミック』へ執筆の場を移した。以後、『がむしゃら』で組んだやまさき十三（武居俊樹の友人）とのコンビで多くの佳作を描き、評価を上げていく。
第26話の最後で『陽あたり良好!』の連載開始と、勉が作風の変化を評価する場面があるが、同作が始まった1980年には、既に『ナイン』で『少年サンデー増刊号』には復帰していた。
ありまとは直接仕事はしていないものの交友は深く、毎年正月に麻雀仲間としてありまを実家に招待していた。
落語、パチンコ、麻雀好きは勉と同じだが、性格は正反対で、真面目でクール。麻雀の腕前は相当のもので、兄より強い。

### 主要人物
武居俊樹
小学館の編集者。『週刊少年サンデー』での赤塚不二夫、石井いさみ、あだち兄弟の担当で、真面目な充には優しい一方、勉には厳しく当たる。後に勉と赤塚を引き合わせ、ともに赤塚の夜遊び仲間となる。1975年の異動で『週刊少女コミック』副編集長に就任したため、赤塚番は赤岡進へ引き継いだが、『牙戦』の失敗からサンデーで居場所を失っていた充を『週刊少女コミック』へ連れていく。
酒癖が悪く、本作では実名は伏せているが、赤塚、勉、五十嵐隆夫とつるんでライバル誌の看板作家だった一条ゆかりやいがらしゆみこに無礼な行為を働いていたことが描写されている。
赤塚不二夫
漫画家。初登場時にはすでに売れっ子であり、勉ともども周囲や時には勉をも振り回す。
古谷三敏
漫画家。フジオ・プロダクション所属だったが、『ダメおやじ』がヒットし、フジオ・プロでも経営トラブルがあったことから、1974年に芳谷圭児とファミリー企画を設立。勉が赤塚のアシスタントに就任したことで、身柄が宙に浮いていたありまをアシスタントとして迎え入れる。
弟子思いの人物であり、漫画に活かすべく経験の蓄積を奨励し、そのためなら金銭の貸し出しも辞さない。
小野新二
ありまの兄弟弟子。お調子者な面があり、映画に感化されてやくざ風にからんだり、勉相手に飲み逃げするなど逸話が多い。小野のデビュー後の交友を描いた小林まこと『青春少年マガジン1978〜1983』では眼鏡に痩せ型の容姿で描かれているが、デビュー前を描いた本作では小太りのちょび髭姿で描かれている。
市原吉之
漫画家。古谷のアシスタントでありまの同門にあたる。ありまとは同い年。愛称・市ちゃん。
ありまが絵の上手さに衝撃を受けた二人の漫画家の一人でもう一人はあだち充でありまは一方的にライバルと目していた。ファミリー企画でも古谷のチーフアシスタントを務め、古谷と共同で『手っちゃん』『ダウンタウンモグ』『ハチャメチャラボ』などの作品を手がけるなど、出世頭となった。
後に独立し、茜 友季（あかね ゆき）名義でSF色の強い作品を多数手がける。結婚し子供が産まれた矢先、癌により死去。36歳没。

### その他

#### フジオプロ関係の漫画家
北見けんいち
芳谷圭児
高井研一郎
長谷邦夫
横山孝雄

#### 編集者
五十嵐隆夫
小林鉦明
少年画報社の編集者、少年キングの赤塚番で、少年キング版『おそ松くん』などを担当。少年キング休刊後は秋田書店へ移籍した。
佐々木正明
リイド社の編集者、リイドコミック読切担当。
赤岡進
武居俊樹の跡を継ぎ赤塚番となった編集者。
都築伸一郎
少女コミックのあだち充担当。『陽あたり良好!』の美樹本 伸のモデルとなった。

#### アシスタント
河口仁
てらしまけいじ
しいやみつのり
及川こうじ
長岡ひろし
斉藤ひろし
一の瀬正
服部かずみ
人見恵史
北見次郎

#### あだち兄弟の友人
堀越利久
充の同級生、遊び仲間。地元で広告デザイナーをしつつ、充のアシスタントを不定期に務める。
小林重夫
充の同級生、遊び仲間。彼が暮らす離れ家が、のちに充の作品『タッチ』における上杉兄弟と浅倉南の勉強部屋のモデルとなった。

## 書誌情報
- ありま猛 『あだち勉物語 〜あだち充を漫画家にした男〜』 小学館〈サンデーうぇぶり少年サンデーコミックス〉、全6巻
  1. 2021年8月12日発売[15]、ISBN 978-4-09-850652-1
  2. 2021年12月10日発売[16]、ISBN 978-4-09-850811-2
  3. 2022年8月12日発売[17]、ISBN 978-4-09-851295-9
  4. 2023年2月10日発売[18]、ISBN 978-4-09-851642-1
  5. 2023年9月12日発売[19]、ISBN 978-4-09-852845-5
  6. 2024年8月8日発売[20]、ISBN 978-4-09-853516-3